# محمد زكريا الكاندهلوي
الإمام العلامة المحدث الشيخ محمد زكريا بن الشيخ محمد يحيى بن الشيخ إسماعيل الكاندهلوي المدني شيخ الحديث بالهند وأحد كبار المحدثين في العالم الإسلامي.

## نسبه ومولده
ولد لإحدى عشرة ليلة خلت من رمضان سنة 1315 هـ / الموافق 2 فبراير 1898م
في كاندهلة من أعمال مظفر نكر قرب دهلي في بيت عريق في العلم والدين امتازرجاله وأسلافه بعلو الهمة وشدة المجاهدة والتمسك بالدين والصلابة فيه والحرص على حفظ القرآن وقراءته وطلب العلوم الدينية.

## دراسته ورحلته في طلب العلم
نقل إلى كنكوه وهو قريب العهد بالفطام فدب ودرج بين الصالحين والعلماء الراسخين.
ثم انتقل مع والده سنة 1328هـ إلى سهارنفور المركز العلمي الكبير
وأقبل على العلم واشتغل به بهمة عالية وقلب متفرغ.
وبدأ درس الحديث الشريف على والده فقرأ عليه الصحاح غير سنن ابن ماجه سنة 1333هـ.
ثم قرأ صحيح البخاري وسنن الترمذي على العالم الجليل والمربي الكبير خليل أحمد السهارنفوري سنة 1334هـ.
ولزم شيخه خليل أحمد الأيوبي الأنصاري وساعده في تأليف كتابه: بذل المجهود شرح سنن أبي داود وصحبه إلى الحج وأجازه إجازة عامة وخلفه فآلت إليه بعدهم مشيخة الحديث وصار يلقب بشيخ المحدثين وأقبل عليه الطلاب.
وأبدى شيخه رغبته في وضع شرح لسنن أبي داود وطلب منه أن يساعده في ذلك وأن يكون له فيه عضده الأيمن وقلمه الكاتب، وكان ذلك مبدأ سعادته وإقباله، فكان الشيخ خليل يرشده إلى المظان والمصادر العلمية التي يلتقط منها المواد فيجمعها الشيخ محمد زكريا ويعرضها على شيخه فيأخذ منها ما يشاء ويترك ما يشاء ثم يملي عليه الشرح فيكتبه وهكذا تكون كتاب:بذل المجهود في شرح سنن أبي داود في خمسة أجزاء كبار وفتح ذلك قريحته في التأليف والشرح ووسع نظره في فن الحديث ثم اهتم بطبعه في المطابع الهندية والعناية بتصحيحه وإخراجه.
وقد تلقى علماً جماً غزيراً من فقيه هذه الأمة في عصر هو محدثها وعارفها وحكيمها وزعيمها مولانا الشيخ رشيد أحمد الكنكوهي المتوفى سنة 1323هـ.
فارتوى وتضلع من منابع علمه الصافية فقهاً وحديثاً كمارتوى من أكابر مشايخ عصره في بقية العلوم روايتها ودرايتها، منقولها ومعقولها.
رحل إلى إفريقيا وباكستان للدعوة ثم جاور في آخر حياته في المدينة المنورة بمدرسة العلوم الشرعية وكان حصل على الجنسية السعودية.
وطاف أنحاء العالم الإسلامي وتتلمذ عليه كثيرون ثم قدم المدينة المنورة واستوطنها إلى أن كانت منيته فيها.

## المؤلفات
وله من المؤلفات ما يزيد على ( 140 ) مؤلفاً منها المطبوع ومنها المخطوط، فمن أهم وأشهر مؤلفاته المطبوعة:
1 أوجز المسالك إلى موطأ مالك] في ثمانية عشر مجلداً 
وهو لأبيه عاجلته المنية عن إتمامه فأتمه هو وترجم لنفسه في مقدمته وذكر فيه أسانيده وتراجم شيوخه.
2ـ وتعليقات على بذل المجهود شرح سنن أبي داود في أربعة عشر مجلداً
ـ بذل المجهود في حل أبي داود ـ خليل أحمد السهارنفوري ( تعليق ) 20 جزءاً
3ـ وتعليقات لامع الدراري على جامع البخاري لأبي مسعود رشيد أحمد الكنكوهي
4ـ وتعليقات الكوكب الدري على جامع الترمذي 4 مجلدات
وكلاهما من أمالي الشيخ رشيد أحمد الكنكوهي
5ـ حجة الوداع وجزء عمرات النبي صلى الله عليه وسلم ( مجلد )
6ـ الأبواب والتراجم لصحيح البخاري
7ـ أسباب سعادة المسلمين وشقائهم... كتاب متوسط من الحجم الصغير
8ـ وجوب إعفاء اللحية حققه الشيخ محمد بن آدم الكوثري
9ـ الشريعة والطريقة، مجلد.
10ـ المودودي ماله وما عليه.
11ـ الأستاذ المودودي ونتائج بحوثه وأفكاره. كتاب متوسط.
12ـ مكانة الصلاة في الإسلام
13ـ فضائل الدعوة إلى الخير
وألف كتبا عديدة بالأردية منها:
شرح شمائل الترمذي
حكايات الصحابة.
وكتب أخرى في الفضائل
فضائل الأعمال وفضائل الذكر والصلاة والصيام والزكاة والحج وفضائل الصلاة على النبي عليه صلوات الله وسلامه وغيرها.
ألفها هداية وإرشاداً للناشئة الحديثة فأقبلوا عليها إقبالاً عظيماً وقد نفع الله بها نفعاً كبيراً وأصلح الله بها أمة وأصبحت هذه الكتب والرسائل وسيلة إرشاد وخير لأرباب دعوة التبليغ فجعلوها كمنهج علمي لأهل التبليغ يقرؤونها ويدرسونها دراسة حفظ وإتقان.

## وفاته
توفي في المدينة المنورة في أول يوم من شعبان سنة 1402 هـ يوم الاثنين بعد العصر وشيعت جنازته في جمع عظيم ودفن بجوار شيخه العلامة خليل أحمد السهارنفوري في البقيع غفر الله له ورفع درجاته.